# 庫珀冰原島峰
79°45′S 159°11′E / 79.750°S 159.183°E
庫珀冰原島峰（英語：Cooper Nunatak）是南極洲的冰原島峰，位於奧次地，由威靈頓維多利亞大學探險隊繪入地圖，以隊中的地質學家命名，現時由南極條約體系管理。